# Dallas County, Iowa
Dallas County är ett administrativt område i delstaten Iowa, USA. År 2010 hade countyt 66 135 invånare. Den administrativa huvudorten (county seat) är Adel.

## Geografi
Enligt United States Census Bureau har countyt en total area på 1 533 km². 1 519 km² av den arean är land och 14 km² är vatten.

### Angränsande countyn
- Boone County - nord
- Polk County - öst
- Madison County - syd
- Guthrie County - väst
- Greene County - nordväst

### Orter
- Dawson
- Linden